# 宝寿院 (足立区)
宝寿院（ほうじゅいん）は、東京都足立区にある真言宗豊山派の寺院。

## 歴史
1394年（応永元年）、賢長によって開山された。千葉氏の祈願所として創建されたという。かつては近くの吉祥院を本寺としていたが、1939年（昭和14年）に真言宗豊山派本山の長谷寺を本寺とした。
当院の山門は「薬医門」と呼ばれている。この門は大聖寺の本堂を建てた大工によって文久年間（1861年～1864年）に建てられたという。1959年（昭和34年）の境内整備で位置をずらし、その際に門の保存のため朱塗りにした。

## 十王堂
かつて本木地区には「十王堂」と呼ばれる堂宇があった。敷地は8畝6歩（約246坪）もあり、一堂宇としては充分すぎるくらいの広さであった。堂内には、十王像や阿弥陀三尊像が安置されていた。明治初期に当院に吸収合併され、仏像・什器は当院に移された。

## 交通アクセス
- 扇大橋駅より徒歩18分（経路案内）。